# Dejan Koturović
Dejan Koturović, en serbio: Дејан Котуровић, fue un jugador de baloncesto serbio nacido el 31 de marzo de 1972, en Belgrado, RFS Yugoslavia. Con 2.13 de estatura, jugaba en la posición de pívot. Consiguió 2 medallas en competiciones internacionales con Yugoslavia. 

## Equipos
- 1989-1995 Spartak Subotica
- 1995-1997 Partizan de Belgrado
- 1997-1998  Racing Paris
- 1998-2000 Ülkerspor
- 2000-2002 ALBA Berlín
- 2002-2003 Virtus Bologna
- 2002-2003 Saski Baskonia